# Physominthe
Gymneia, biljni rod iz porodiceusnatica smješten u podtribus Hyptidinae, dio tribusa Salviae. Opisan je u Phytotaxa 58: 35. 2012. Sastoji se od dvije južnoameričke vrsta endemske u brazilu.
Tipična vrsta je Hyptis vitifolia Pohl ex Benth., sinonim za Physominthe vitifolia, drvo ili grm  iz brazilskih država Bahia, Goiás, Minas Gerais.

## Vrste
1. Physominthe longicaulis Harley;  otkrivena 2015.
2. Physominthe vitifolia (Pohl ex Benth.) Harley & J.F.B.Pastore